# Força Dervixe da Jubalândia
A Força Dervixe da Jubalândia ou Força Darawiish da Jubalândia (em somali: Ciidamadda Daraawiishta Jubaland) é uma força paramilitar que forma a unidade de segurança da Jubalândia, um estado federado autônomo no sul da Somália. Os Daraawiish da Jubalândia começaram a operar sob a administração de Ahmed Madobe. Com sede em Kismayo, uma de suas bases principais está localizada em Afmadow. Segundo o presidente da Jubalândia Ahmed Madobe a força visa se concentrar no combate ao terrorismo e em intervenientes provocadores dentro do estado da Jubalândia. A unidade é comandada pelo tenente-coronel Mahad Islaam.

## Conflito com o Exército Nacional Somali
Após a eleição presidencial da Jubalândia em 2024, o governo federal somali se recusou a reconhecer o recém-reeleito presidente Ahmed Madobe citando a falta de sufrágio universal, já que a eleição foi realizada com base no antigo sistema indireto de clãs, onde o eleitorado consistia em 75 indivíduos de clãs proeminentes da região. O governo federal solicitou que a eleição fosse adiada até 2025, quando os planos de sufrágio universal seriam implementados. Madobe ignorou esse pedido e as forças federais responderam posicionando mais tropas na região. Em 27 de novembro de 2024, um tiroteio eclodiu na cidade de Raskamboni, no distrito de Badhadhe, perto da fronteira com o Quênia, entre os Darawiish e o Exército Nacional Somali. Naquele dia, o governo federal anunciou um mandado de prisão para o líder dos Darawiish, presidente do Movimento Raskamboni e presidente da Jubalândia, Ahmed Madobe, acusando-o de alta traição, compartilhamento de informações confidenciais com uma potência estrangeira e minar a estrutura constitucional da Somália.